# 杨一波
杨一波（1900年—1981年12月），原名立贤，字希之，云南省路南县鹿阜镇南门街人。中华人民共和国政治人物。

## 生平

### 民国时期
民国八年（1919年），考入云南省立一中，参加学生运动。1924年，考入北京国立法政大学，结识云南在京读书的王复生、王德三、王友德、张经辰等人，参加革新社和《新社会》的编辑工作。同年经张炽、刘平楷介绍加入中国共产党。1925年5月，任政法大学党支部书记，1926年被选为云南旅京同学会评议会主席，参加北京左派国民党党部，被选为监察委员会主席。
1926年，他带领法政大学同学参加李大钊领导的要求段祺瑞政府拒绝八国通牒的请愿示威游行，遭到镇压，是谓三·一八惨案，惨案发生后，他被派往太原，参加中共山西省委工作，任省团委书记兼太原市委书记。1928年，党中央派他到苏联学习，1930年回国后，被派回云南。到昆明后，又受中共云南省临委派回路南开辟工作。接着省临委遭重大破坏，他辗转到上海，向党中央报告云南党组织遭受破坏的情况，即在上海工作。5月1日，在参加组织上海鲁班路工人集会时与张炽同时被捕。后送南京中央军人监狱，在逼迫下，写了自白书，登报申明脱离中共，保释出狱。此后改名杨一波，到徐州、上海等地参加左联和其他抗日救国团体，投入抗日救亡运动。
1937年，他回到云南，任云大附中教导主任。1938年底，随附中迁到路南，同时担任路南教育局长兼路南中学校长。这时期，根据国民政府规定凡30户以上的村子都要办学的精神，他从清查教育经费人手，整顿全县小学，改办47所小学，新建19所中心学校，争取尾则、圭山小学为省立小学。在鹿阜镇首办幼儿园，开辟双龙山运动场，筹办县医院。在教育局下建立路南县志局，和李埏编写《路南县乡土辑要》一书。云大附中迁回昆明时，随学校回昆。1943年11月23日到次年2月，他在路南发动群众举行了打倒贪官县长许良安的倒许运动。参加这一斗争不仅有路南中学的学生，还有全县各阶层人士和广大群众。斗争持续几个月，终于达到了目的，闻一多赞扬其斗争是路南县的一次小“五四”运动。1944年，杨一波加入中国民主同盟。
1946年7月，李公朴、闻一多相继被特务暗杀，20日杨立德被捕。杨的家属请专人专程当天赶到路南通知杨一波，要他立即离开路南。21日，他起程逃往缅甸。到缅甸后，先在华侨中学任教，后创办南洋中学，并任校长。接着又创办《人民旬刊》、《人民报》，向广大华侨宣传民主爱国思想。1948年他组织了缅华教师协会和缅华学生会等爱国民主团体。当中共中央关于成立联合政府的倡议书发表后，他首先以民盟缅甸支部和爱国华侨团体名义发通电响应。

### 共和国时期
1949年7月，他离开缅甸回到北京。曾在西南军政委员会文教部、中央扫盲委员会、教育部以及民盟中央工作。并任第三、四、五届全国政协委员和民盟中央组织部长。1981年12月在北京逝世，终年81岁。